# Konzervacija arheoloških predmeta
Konzervacija arheoloških predmeta jedna je od specijalnosti vezanih uz konzervaciju restauraciju kulturne baštine.U nju su uključena sva djelovanja usmjerena na prevenciju odnosno usporavanje propadanja arheoloških predmeta, kao i na poboljšanje dostupnosti i čitljivosti istih predmeta kulturne baštine.  Od izrazitog značaja za proces konzervacije predmeta je i temeljito, minimalno barem teoretsko, a poželjno i praktično poznavanje uzroka i značajki propadanja arheoloških nalaza. Nadalje je neophodno i barem elementarno poznavanje arheologije kao znanosti. Veliku važnost ima i poznavanje suvremene konzervatorske prakse i teorije, ali i etike, te poznavanje znanstveno zasnovanih metoda istraživanja arheoloških predmeta - arheometrije.

## Drvo
Drvo se uglavnom sastoji od celuloze i lignina i stoga ga lako razgrađuju mikroorganizmi, gljivice i insekti. Samo u nedostatku kisika (aerobne sredine) drvo može preživjeti dulje vrijeme. Tvrdo drvo strukturno može dobro preživjeti u kiseloj sredini (močvara). Hrastovi iz močvare se čak prodaju kao vrlo plemenito drvo. Većinom je, međutim, stanična struktura  uništena, ostavljajući neodrživu strukturu koja se značajno steže kada se osuši i potpuno je degradirana. Cilj obnove takvih objekata je zamijeniti vodu stabilnim materijalima. Osim složenijih procesa s Paraloidom B72 ili sintetskim smolama, postoji mogućnost stabilizacije u šećernoj otopini koja je polagano zasićena. Nakon sušenja zamrzavanjem, kristali šećera čine neku vrstu potporne strukture za drvena vlakna.  Međutim, kada se koristi šećer, postavljaju se veći zahtjevi za daljnje očuvanje i skladištenje, budući da je šećer higroskopan i privlačan za insekte i mikroorganizme. Drvo također može preživjeti u vrlo suhim okruženjima, ali ovdje često dolazi do bakterijske razgradnje, što postavlja slične zahtjeve za konsolidacijom.

## Koža
Očuvanje kože je slično kao kod drveta, ali koža je životinjsko vlakno napravljeno od proteinskih spojeva i odvijaju se drugačiji procesi razgradnje. Ovdje se također želi materijal učvrstiti, ali to se može učiniti i pričvršćivanjem na nosivi materijal, sličan tekstilu.

## Tekstil
S tekstilom treba postupati s posebnom pozornošću i pažnjom zbog njihove rijetkosti u pronađenom materijalu i bogatstva znanstvenih informacija (koja su vlakna, životinjska/biljna, dali su obojena...). Restauracija se često sastoji samo od prenošenja na potporni materijal - ili čak samo od konzervatorskog tretmana i skladištenja pod optimalnim uvjetima. Tekstil se također može pojaviti kao "otisak" u slojevima korozije metala; stvarna vlakna obično nestanu i zamijenjena su proizvodima korozije. Posebno je važno očuvati te slojeve.

## Biljna vlakna
Biljna vlakna slična su tekstilu. Ötzijev  Ötzijev vrijedan i jedinstven nalaz impresivan je primjer  ovakovog materijala.

## Željezo

### Desalinizacija
Desalinizacija je od posebne važnosti za predmete izrađene od željeza , jer je materijal sklon nakupljanju klorida zbog elektrokemijskih procesa. Svježe nalaze treba smjesta staviti u odgovarajuću kupku za desalinizaciju bez isušivanja, ako je moguće. Ako to nije moguće, predmeti se moraju brzo osušiti, a zatim uskladištiti pri relativnoj važnosti zraka ispod 15% (čuvanje u posudi s dodatkom silika gela kao sredstva za sušenje). I stariji, već osušeni i oštećeni predmeti mogu se i trebaju podvrgnuti desalinizaciji. Sve premaze potrebno je prethodno ukloniti. Nažalost, mnogi željezni predmeti u prošlosti su bili nepravilno tretirani; desalinizacija se često nije provodila i korišteni su neprikladni premazi, poput pčelinjeg voska . Ove naslage teško je ukloniti. Za takve predmete može biti prikladna toplinska obrada na nešto više od 350 °C, koja istovremeno uklanja premaze i kloride. Međutim, to se mora posebno uzeti u obzir za svaki objekt.

## Površinska obrada

### Uklanjanje korozivnih slojeva
Površinska obrada željeznih nalaza ima za cilj postizanje što boljeg izgleda. Korozija se često proteže duboko u predmet - također se može dogoditi da se željezni predmet sastoji samo od proizvoda korozije i više nema metalnu jezgru. Dotična metoda čišćenja mora se stoga odabrati nakon preliminarnog pregleda.

### Mehaničko čišćenje
Standardno se provodi mehaničko čišćenje prikladnim sredstvima za pjeskarenje ili četkama. Ako važne informacije nisu prisutne u mekšim slojevima korozije, čišćenje se fokusira na izlaganje vrlo jakog i izdržljivog sloja hematita koji se nalazi izravno na goloj metalnoj površini. Stvaranje gole metalne površine bilo bi kontraproduktivno jer sloj hematita ima zaštitni učinak.

### elektroliza
Nažalost, vrlo raširena metoda je elektroliza. Kod ove metode željezni predmet se stavlja u demineraliziranu vodu uz dodatak npr. B. Soda bikarbona i pod naponom. Predmet tvori katodu , a anoda se nalazi na određenoj udaljenosti u vodi. S jedne strane struja koja teče uzrokuje otapanje klorida, a s druge strane otapanje korozivnih slojeva. Proces se profesionalno koristi samo za nalaze u jako zasoljenoj morskoj vodi, jer ozbiljno oštećuje predmete i može doći do stvaranja  čiste metalne  površine. Objekti bez čvrste željezne jezgre bili bi potpuno uništeni.

### Kemijsko čišćenje
Druga mogućnost je kemijsko čišćenje, na primjer laganom octenom kiselinom ili HEDP-60. HEDP-60 ne napada sloj hematita . Prednost ove metode je što se mogu ukloniti čak i tvrdokorne naslage kamenca. Međutim, kiselinu je potrebno dobro neutralizirati nakon tretmana. Ovdje je idealna kupka u kaustičnoj sodi.

### Tanin kao pretvarač hrđe
Pretvarači hrđe također su se u prošlosti koristili za stabilizaciju površina predmeta. Taninska kiselina (tanin) postiže dobre rezultate pretvaranjem mekšeg željeznog oksida u  stabilnjiji i tvrđi tanat. To stvara tvrđu, ravnomjerno tamnu površinu na predmetu. Metoda se danas rijetko koristi.

### Paljevinska patina
Željezni predmeti s vatrenom patinom mogu trajati tisućama godina u izvrsnom stanju. Stvaranje patine često je povezano s požarima ili kremacijom. Ove se površine također mogu postići namjerno uzastopnim zagrijavanjem golog željeza i njegovim kaljenjem u lanenom ulju. Stoga se može pretpostaviti i da je ova metoda bila poznata u ranijim vremenima i da se koristila kao površinska obrada za zaštitu od korozije.

### Konzervacija
Mjere konzervacije uključuju odgovarajući površinski premaz. Ovdje je zapravo prikladan samo mikrokristalni vosak (renesansni vosak) , a zatim Paraloid B72 u otapalu. Ostali, raniji pokušaji s voskovima i uljima pokazali su se nepostojanim. Kiseline u pčelinjem vosku mogu čak biti dugoročno štetne . Dugotrajno skladištenje treba se odvijati pod stalno kontroliranim klimatskim uvjetima i sa najnižom mogućom vlagom.

### Restauracija bronce i obojenih metala
Bronca je daleko najčešći obojeni metal u arheološkim nalazima. Međutim, drugi obojeni metali kao što su čisti bakar i mjed često se tretiraju na isti ili sličan način. Brončane ili bakrene legure znatno su stabilnije od željeza i stvaraju tanje i na koroziju otpornije slojeve . U određenim okruženjima, takozvani bakreni sulfati i bakrene soli također mogu nastati i brzo potpuno razgraditi osjetljive predmete. Ti se procesi mogu nastaviti ili odvijati brže čak i nakon što su uklonjeni iz zemlje. To je onda takozvana brončana kuga. Desalinizacija se stoga općenito preporučuje čak i za nalaze od obojenih metala.

## čišćenje
Čišćenje se može izvesti mehanički, na primjer skalpelom . Ako ima samo malo prljavštine, dovoljno je četkanje pod vodom. Postoje i metode kemijskog čišćenja. Budući da su korozivni slojevi relativno mekani, potrebno je paziti da se površine ne izgrebu.

## Restauracija plemenitih metala
Plemeniti metali čine posebnu skupinu među kompleksima arheoloških nalaza jer je zbog njihove inertnosti prisutno malo ili nimalo produkata oksidacije te su često potrebne samo minimalne konzervatorske mjere. Međutim, budući da su metali općenito prilično mekani, možda će biti potrebne mjere preoblikovanja. Primjer za to su takozvani zlatni šeširi iz brončanog doba.Kod nas  je  dobar  primjer rada na  predmetima od  plemenitih metala rad na srebrnoj ostavi iz Vinkovaca ( Vinkovačko srebro ).

## Restauracija keramike
Osim problema s kloridima iz zemlje, koji je i ovdje prisutan, iako obično znatno manje izražen, kod keramike je obično potrebna rekonstrukcija  krhotina. Ovdje treba izabrati odgovarajuća ljepila koja su neupadljiva i po mogućnosti mekša od keramike, tako da pri ponovnom pucanju pukne samo ljepljiva točka. Čišćenje se vrši pranjem u vodi i nježnim četkanjem. Sav oslik mora se provjeriti na stabilnost i, ako je potrebno, konsolidirati.

## Kamen
Kamen, kao najstariji materijal koji koristi čovječanstvo, nalazimo u raznim oblicima. Kremen, koji se tisućama godina koristio za alate i oružje, podložan je određenoj količini korozije, ali zbog svoje tvrdoće obično je dobro očuvan i zahtijeva malo tretmana. Ostale vrste stijena mogu imati ozbiljne vremenske uvjete i izložene su velikom riziku od izlaganja soli. Tada je neophodna desalinizacija i skrućivanje. Također se mora obratiti pozornost na kemijski sastav kamena kako bi se odabrale odgovarajuće kemikalije i metode.

## Lakovi i drugi premazi
Oslikane površine i boje su rijetkost u arheološkim nalazima, iako se može pretpostaviti da su mnogi predmeti imali na  sebi neku vrstu boje . Stare iluminacije također prikazuju šareno oslikane kacige i dijelove oklopa koji se više ne mogu identificirati u pronađenom materijalu. U nedavnoj prošlosti provedeno je sve više istraživanja o ostacima pigmenta na površinama. To je, između ostalog, značilo  da tipični bijeli mramor mnogih drevnih skulptura i građevina ( hramova ) ne odgovara izvornom izgledu. Površine su izvorno bile šareno obojene. Ovo pokazuje da površine objekata mogu sadržavati vrijedne informacije i treba ih sačuvati što je moguće manje  izmijenjenima, ako je to ikako moguće.

## Staklo
Staklo je rijetkost u kompleksima arheoloških nalaza i često je teško oštećeno. Staklo je također podložno koroziji, koja se često može pojaviti u slojevima, a zatim u preljevnim, čak i sedefastim slojevima. Zbog krhkosti materijala predmeti su često razbijeni na mnogo fragmenata i potrebno ih je zalijepiti kako bi se vratio izvorni izgled. Deformacija krhotina i korozija na rubovima prijeloma mogu otežati ovu rekonstrukciju. Kao i kod keramike, često nedostaju dijelovi koji se mogu rekonstruirati. Staklo se obično lijepi pomoću sintetičkih smola kao što je Araldit ili  Paraloid B72 ( za razliku od  prethodnog reverzibilan!).

## Predmeti izrađeni od različitih materijala
Predmeti izrađeni od različitih materijala zahtijevaju nekoliko koraka restauracije i takav je predmet često teže obraditi. Neke se metode ponekad isključuju čim mogu biti destruktivne za dio objekta. Na primjer, žarenje radi desalinizacije željeza nije moguguće ako je prisutan i organski materijal.

## Korozijski slojevi kao nositelji informacija
Slojevi oksida na metalnim nalazima moraju se uvijek pažljivo pregledati, a ne jednostavno ukloniti. Srebrni i zlatni umetci na oružju i napravama iz vikinškog doba često se nalaze u sredini sloja pojedinačnih proizvoda korozije. Pažljivo otkrivanje je ovdje apsolutno neophodno.  Kada se uklone oksidni slojevi, nikada se ne smiju skinuti do golog metala. To se često činilo u prošlosti, ali se gube vrijedne informacije i predmet se može dodatno oštetiti. Dodan je estetski aspekt narasle patine. Korozivni slojevi također se mogu koristiti kao indikacija za utvrđivanje autentičnosti predmeta. Posebni produkti korozije i mikroskopske značajke nastaju samo pod određenim uvjetima i tijekom dugih vremenskih razdoblja. Ovo ne mogu kopirati krivotvoritelji. Brončani predmeti ponekad imaju tvrdi korozijski sloj od malahita i druge, mekše korozijske slojeve ispod. Tvrđi sloj malahita često sadrži ukrase i tragove obrade koji se gube uklanjanjem ovog sloja. Restauracija se mora prilagoditi u skladu ss svakim pojedinim slučajem..

## Kopije
Osim retuša i dopuna predmeta, u ponudu restauratorskih usluga može se uključiti i izrada kopija. Prije svega, one bi trebale točno odgovarati vanjskom izgledu objekta , no izbor materijala može biti potpuno drugačiji od originala. Kalupi i replike figura vjerojatno su najčešći oblik replika, a izlažu se i kao izlošci u muzejima, uz opis originala i napomenu “(kopija)”.

## Dokumentiranje zatečenog stanja
Sustavno i kvalitetno vođena dokumentacija se danas podrazumijeva kao bitan preduvjet kvalitetno provedenog konzervatorsko restauratorskog tretmana, a uključuje kako dokumentiranje stanja predmeta prije, tijekom i nakon zahvata, tako i obavezno navođenje svih materijala i postupaka korištenih pri radu, kao i rezultate eventualnih znanstvenih ispitivanja provedenih na predmetu. Sastavni dio dokumentacije mora biti i preporuka za daljnje čuvanje predmeta.U slučaju arheoloških predmeta poželjno je da dio dokumentacije budu i napomene vezane uz dubinu,sastav i osobine tla u kojem je predmet nađen,odnosno kod slatkovodnih ili morskih nalaza napomene o dubini vode,smjeru vodenih struja,te prisutnosti makro i mikroskopskih organizama.

## Promišljanje o potrebi,opsegu i posljedicama zahvata
Posebice je važno da ovo promišljanje bude interdisciplinarno,odnosno da uključuje što veći broj stručnjaka,kao minimum možemo   uzeti arheologa,stručnjaka za propadanje   nalaza,te samog konzervatora restauratora.

## Konzervacija na samom mjestu nalaženja predmeta
Prisutnost konzervatora restauratora već kod iskapanja predmeta vrlo je važna ( odnosno arheologa upoznatog s temeljnim principima konzervacije arheoloških predmeta !),jer greške kod ovog procesa mogu doprinijeti oštećenju,te ubrzanom i neželjenom propadanju nekih vrsta predmeta ,prije svega onih organskog porijekla no isto tako i predmeta od   metala.
- metal
- kamen
- silikatni materijali(staklo ,keramika)
- organski materijali(drvo,koža,tekstil,kost,bjelokost,rožina,školjke)

## Čišćenje
- mehaničko
- kemijsko
- elektrokemijsko
- ultrazvučno
- lasersko
- plazma
- kombinirano

## Konsolidacija
- konsolidacija pomoću polimera

## Stabilizacija
- uklanjanje topivih soli
- korištenje korozionih inhibitora
- anoksija

## Preventivna zaštita arheoloških predmeta
Preventiva zaštita aheološkog materijala prije svega zavisi o vrsti materijala od kojeg su izrađeni predmeti.Stoga u ovom području nema nekih univerzalnih naputaka za istu.

## Školovanje konzervatora restauratora arheoloških predmeta u Hrvatskoj
Konzervacija arheološkog materijala predaje se na Umjetničkoj akademiji u Splitu ,na prvoj i drugoj godini studija konzervacije restauracije,a tek od 2012. kao petogodišnji studij( od 2019. konzervacija  metala i arheološkog materijala objedinjene su u jednu  specijalnost).
Konzervacija arheološkog materijala   predaje se i na Filozofskom fakultetu u Zagrebu,samo jedan semestar,u sklopu studija arheologije.

## Zakonska regulativa i zaštita prava konzervatora restauratora
Ako izuzmemo opće zakonske akte rad konzervatorsko-restauratorske službe u Hrvatskoj,pa i restauratora arheološkog materijala danas prije svega određuju sljedeći propisi:
Za restauratore i restauratore tehničare koji rade u Hrvatskom restauratorskom zavodu,Hrvatskom državnom arhivu,Nacionalnoj i sveučilišnoj knjižnici,te samostalno,odnosno za restauratore i preparatore koji rade u muzejima:
- Pravilnik o stručnim zvanjima za obavljanje poslova na zaštiti i očuvanju kulturnih dobara te uvjetima i načinu njihova stjecanja (NN 104/19 na snazi od 8.11.2019.)

- Pravilnik o uvjetima za dobivanje dopuštenja za obavljanje poslova na zaštiti i očuvanju kulturnih dobara (NN 98/18)

## Slobodni software uporabiv u konzervaciji restauraciji arheoloških predmeta
- Fragment Reassembler,slobodni software za   prepoznavanje dijelova i sastavljanje fragmentiranih predmeta[2]
- Besplatni američki program za vodenje restauratorske dokumentacije[3]
- ACORN (A COnservation Records Network) ,besplatno američko web bazirano radno okružje za dokumentiranje konzervatorsko restauratorskih zahvata  Arhivirana inačica izvorne stranice od 7. listopada 2017. (Wayback Machine)
- ArcheOS,besplatni ,na Linuxu zasnovan operativni sustav za arheologe,uz prilagodbu uporabiv i za dokumentiranje restauratorskih zahvata na arheološkom materijalu[4]
- Besplatni operativni sustavi: sve Linux distribucije (npr. Debian, Ubuntu, Fedora ,Slackware,Puppy Linux...)
- Besplatne alternative Microsoft Word(R)-u: OpenOffice.org,LibreOffice, AbiWord
- Uređivanje fotografija:GIMP, VIPS,[5] ImageJ
- Slobodni preglednici slika:GQview, Xnview,IrfanView
- Stolno izdavaštvo, izrada plakatnih prezentacija: Scribus

## Vanjske poveznice posvećene konzervaciji arheološkog materijala u svijetu
- SHA Conservation FAQs and Facts  Arhivirana inačica izvorne stranice od 29. prosinca 2014. (Wayback Machine)
- Hamilton,D. Methods of Conserving Archaeological Material from Underwater Sites  Arhivirana inačica izvorne stranice od 16. studenoga 2011. (Wayback Machine)
- Archekon.com - Ruska stranica posvećena konzervaciji arheloškog materijala
- Archaeological Preservation Research Laboratory
- ИНСТРУКЦИЯ ПО ПОЛЕВОЙ КОНСЕРВАЦИИ, ЛАБОРАТОРНОЙ РЕСТАВРАЦИИ И ХРАНЕНИЮ АРХЕОЛОГИЧЕСКИХ НАХОДОК  Arhivirana inačica izvorne stranice od 9. prosinca 2011. (Wayback Machine)
- Archäologische Fasern, Geflechte, Gewebe : Bestimmung und Konservierung  Arhivirana inačica izvorne stranice od 4. ožujka 2016. (Wayback Machine)
- Rekonstruktion einer Goldblechscheibenfibel und Untersuchungen zu den Herstellungstechniken
- A POLYSACCHARIDE EXTRACTED FROM SPHAGNUM MOSS AS ANTIFUNGAL AGENT IN ARCHAEOLOGICAL CONSERVATION
- Blockbergung aus Immenbeck-Schäden, Ursachen und Möglichkeiten der Schadensbegrenzung[neaktivna poveznica]
- First aid for wet site objects  Arhivirana inačica izvorne stranice od 8. studenoga 2011. (Wayback Machine)
- Desalinization:Passive alkaline soak  Arhivirana inačica izvorne stranice od 8. studenoga 2011. (Wayback Machine)
- Testing for chlorides with silver nitrate  Arhivirana inačica izvorne stranice od 8. studenoga 2011. (Wayback Machine)
- Soluble salts and deterioration of archaeological materials  Arhivirana inačica izvorne stranice od 8. studenoga 2011. (Wayback Machine)
- Long term effects of acid cleaning archeological ceramics  Arhivirana inačica izvorne stranice od 8. studenoga 2011. (Wayback Machine)
- Identifying Archaeological Metal  Arhivirana inačica izvorne stranice od 21. lipnja 2013. (Wayback Machine)
- Guidelines for the Storage and Display of Archaeological Metalwork
- Conservação de Materiais Orgânicos Arqueológicos Subaquáticos   Arhivirana inačica izvorne stranice od 14. srpnja 2014. (Wayback Machine)
- Waterlogged Organic Artefacts - Guidelines on their Recovery, Analysis and Conservation
- ВАЖНЕЙШИЕ ПРИНЦИПЫ КОНСЕРВАЦИИ И РЕСТАВРАЦИИ АРХЕОЛОГИЧЕСКИХ ОБЪЕКТОВ  Arhivirana inačica izvorne stranice od 21. kolovoza 2014. (Wayback Machine)(ruski)
- A Guide for Conserving Archaeological Finds in the Field  Arhivirana inačica izvorne stranice od 24. rujna 2015. (Wayback Machine)
- A Conservation Manual for the Field Archaeologist
- Standards fuer konservatorische behandlung von arcaeologischen funden  Arhivirana inačica izvorne stranice od 10. studenoga 2017. (Wayback Machine)

## Vanjske poveznice
Konzervacija arheološkog materijala u Hrvatskoj
- Conservation of underwater archaeological finds - Manual
- Malinar,H. Konzerviranje staroegipatskih predmeta iz arheološkog muzeja u Zagrebu

Video zapisi
- Aspects of Archaeology : Conservation